# Кампалверо (Бјела)
Кампалверо је насеље у Италији у округу Бијела, региону Пијемонт.
Према процени из 2011. у насељу је живело 27 становника. Насеље се налази на надморској висини од 385 м.